# Língua carélia
A língua carélia ou carélio é um idioma proveniente da família das línguas urálicas, pertencendo ao grupo dos balto-fínico, tendo muita semelhança com a língua finlandesa, país a que pertence parcialmente a Carélia. As origens étnicas do povo são finlandesas, o que se reflete nos hábitos e na arquitetura local.

## Fonologia

### Consoantes
São 23 as consoantes no carélio:
|             |             | Labial    | Dental/ Alveolar | Pós-alveolar/ Palatal | Velar | Glotal |
| ----------- | ----------- | --------- | ---------------- | --------------------- | ----- | ------ |
| Plosiva     | surda       | p /p/     | t /t/            |                       | k /k/ |        |
| Plosiva     | sonora      | b /b/     | d /d/            |                       | g /ɡ/ |        |
| Africada    | Africada    |           | (c) (/ts/)       | č /tʃ/                |       |        |
| Fricativa   | surda       | (f) (/f/) | s /s/            | š /ʃ/                 |       | h /h/  |
| Fricativa   | sonora      | v /v/     | z /z/            | ž /ʒ/                 |       |        |
| Nasal       | Nasal       | m /m/     | n /n/            |                       |       |        |
| Vibrante    | Vibrante    |           | r /r/            |                       |       |        |
| Aproximante | Aproximante |           | l /l/            | j /j/                 |       |        |

As duas consoantes entre colchetes  / f / e  / ts / são encontradas em empréstimos de outras línguas.

### Vogais

#### Monotongos
Como o finlandês, a língua carélia tem 8 qualidades vocais fonêmicas, totalizando 11 fonemas vogais quando a sua extensão é considerada:
|                 | Anterior    | Anterior | Posterior |
| Não-arredondada | Arredondada |          | Posterior |
| --------------- | ----------- | -------- | --------- |
| Fechada         | i /i/       | y /y/    | u /u/     |
| Medial          | e /e/       | ö /ø/    | o /o/     |
| Aberta          | ä /æ/       |          | a /ɑ/     |

Apenas os vogais fechadas  / i /,  / y / e  / u / podem ocorrer na forma longa. As vogais longas médias e abertas originais foram tornadas ditongos:  * ee, * öö, * oo>  / ie /, / yö /, / uo /  (como também em finlandês); * aa, * ää>  / oa /, / eä / or / ua /, / iä / (como também em dialetos savonianos do finlandês).

#### Ditongos
Nos dialetos carélios setentrional Olonets há 21 ditongos:
| aberta para fechada | äi | äy |    |    |    | ai | au |
| média para aberta   | öi | öy | ey | ei | eu | oi | ou |
| fechada             | yi |    | iy |    | iu | ui |    |
| fechada para média  |    | yö |    | ie |    |    | uo |
| fechada para aberta |    | yä | iä |    |    |    | ua |

#### Tritongos
Além dos ditongos, o carélio do Norte tem uma variedade de tritongos:
|                        | Anterior harmônico | Anterior harmônico | Anterior harmônico | Neutro | Posterior-harmônico | Posterior-harmônico | Posterior-harmônico |
| Anterior+Neutra        | Anterior           | Neutra+Anterior    | Neutra+Posterior   | Neutro | Posterior+Neutra    | Posterior           |                     |
| ---------------------- | ------------------ | ------------------ | ------------------ | ------ | ------------------- | ------------------- | ------------------- |
| Fechada-Neutra-Fechada |                    | yöy                | iey                | iei    | ieu                 | uoi                 | uou                 |
| Fechada-Aberta-Fechada | yäi                | yäy                | iäy                |        |                     | uai                 | uau                 |

São só 3 os tritongos Olonets ieu, iey, iäy, uau, uou and yöy.

## Escrita

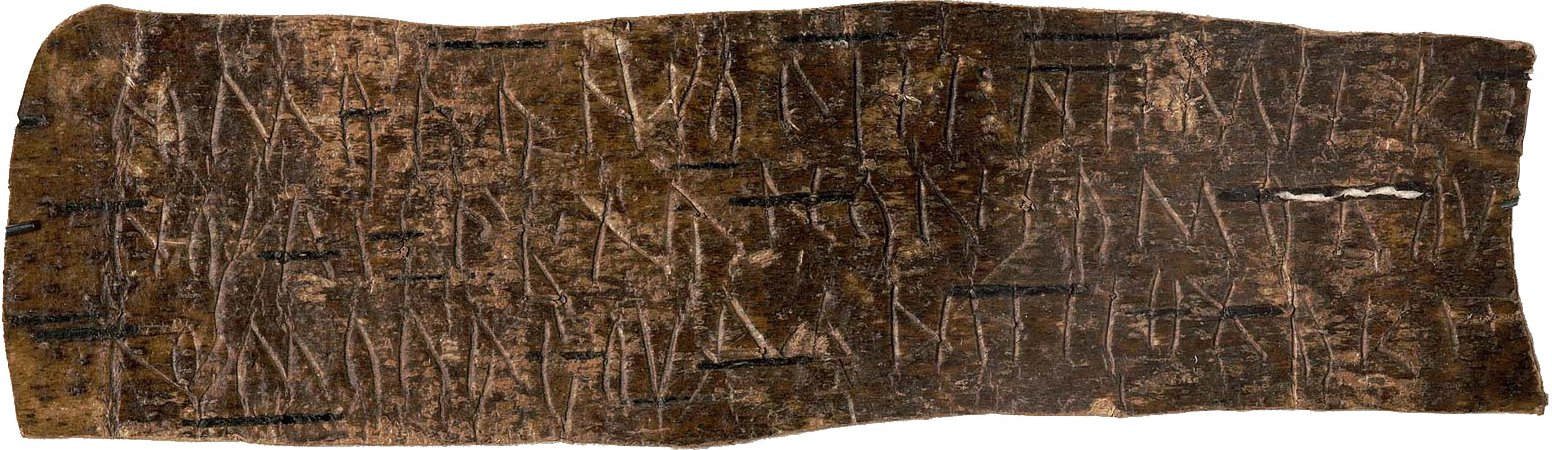
Letra Birch- No. 292, início século XIII

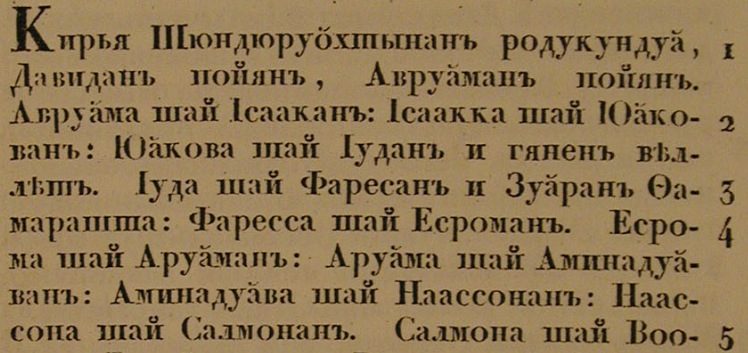
Tradução de Matthew em carélio, 1820

### Alfabeto
O carélio é hoje escrito usando uma forma do alfabeto latino que consiste em 29 caracteres. Ele estende o alfabeto latino básico ISO com as letras adicionais Č, Š, Ž, Ä, Ö e 'e exclui as letras Q, W e X. Esse alfabeto unificado é usado para escrever todas as variedades Carélias, exceto o Tver da Carélia. Os poucos textos publicados em carélio desde os tempos medievais até o século XIX usavam o alfabeto cirílico. Com o estabelecimento da União Soviética, o finlandês, escrito com o alfabeto latino, tornou-se oficial. No entanto, de 1937 a 1939 o alfabeto carélio escrito em cirílico substituiu o finlandês como idioma oficial do ASSR carélio.

### Ortografia
O carélio é escrito com ortografia semelhante à ortografia finlandesa. No entanto, algumas características da língua careliana e, portanto, a ortografia são diferentes do finlandês:
- O sistema carélio de sibilantes é extenso; em finlandês, há apenas um:  / s /.
- Ocorre abertura fonêmica.
- O carélio retém palatalização, geralmente denotada com um apóstrofo (por exemplo,  d'uuri)
- A letra 'ü' pode substituir 'y' em alguns textos.
- A letra 'c' denota  / ts /, embora 'ts' também seja usado. 'c' é mais provável em palavras de empréstimo russo.

| Sibilantes | Sibilantes | Sibilantes | Sibilantes   | Sibilantes      | Sibilantes      |
| Letra      | Alt.       | IPA        | Olonets n    | Carélio próprio | Finlandês       |
| ---------- | ---------- | ---------- | ------------ | --------------- | --------------- |
| č          | ch         | /tʃ/       | čoma, seiče  | šoma, seičemen  | soma, seitsemän |
| s          | s          | /s/        | se           | že              | se              |
| š          | sh         | /ʃ/        | niškoi       | niškoihin       | niskoihin       |
| z          | z          | /z/        | tazavaldu    | tažavalda       | tasavalta       |
| ž          | zh         | /ʒ/        | kiža, liedžu | kiza, liedžu    | kisa, lietsu    |

Observe-se que / c / e / č / têm níveis extensão, o que não é encontrado no finlandês padrão. Por exemplo, em Kalevala, Elias Lönnrot - ortografia Lönnrot  metsä: metsän) oculta o fato de que a pronúncia do material original é na verdade  / mettšä: metšän /, com palatalização de africada. Contanto, os detalhes exatos dependem do dialeto.
O carélio realmente usa  / z / como uma alveolar fricativa sonora. Em finlandês,  z  é uma grafia estrangeira para  / ts /.) As plosivas  / b /,  / d / e  / ɡ / podem ser sonoras. (Na maioria dos dialetos finlandeses, eles não são diferenciados da não sonora  / p /,  / t / e  / k /. Além disso, em carélio, consoantes sonora também ocorrem em palavras nativas, não apenas em empréstimos como no finlandês padrão.
Os sons representados por  č, š  e  ž  são nativos da Carélia, mas não do finlandês. Os falantes de finlandês não distinguem  / ʃ / e  / ʒ / de  / s /, nem  / tʃ / de  / ts / (medial) ou  / s / (inicial). Por exemplo, as palavras nativas do carélio  kiza, šoma, liedžu e  seičemen são  kisa, soma, lietsu e  seitsemän em finlandês padrão.